# Karl Karow
Karl Karow (ur. 15 listopada 1790 w Szczecinie, zm. 20 grudnia 1863 w Bolesławcu) – niemiecki kompozytor.

## Życiorys
Kształcił się w Szczecinie pod kierunkiem Carla Lieberta (skrzypce i fortepian) oraz Friedricha Wilhelma Haacka (harmonia i organy). Brał udział w wojnie wyzwoleńczej przeciwko Napoleonowi, następnie kontynuował studia w Berlinie u Ludwiga Bergera (fortepian) i Carla Friedricha Zeltera (kompozycja). Od 1818 roku był nauczycielem muzyki w seminarium nauczycielskim w Bolesławcu na Dolnym Śląsku.
Komponował utwory chóralne, psalmy, pieśni solowe i motety. W 1848 roku opublikował zbiór 165 przygrywek chorałowych na organy. Wydał podręcznik do nauki śpiewu w szkołach powszechnych Leitfaden zum praktisch-methodischen Unterricht im Gesange vornehmlich in Volksschulen (1838).